# Plansee

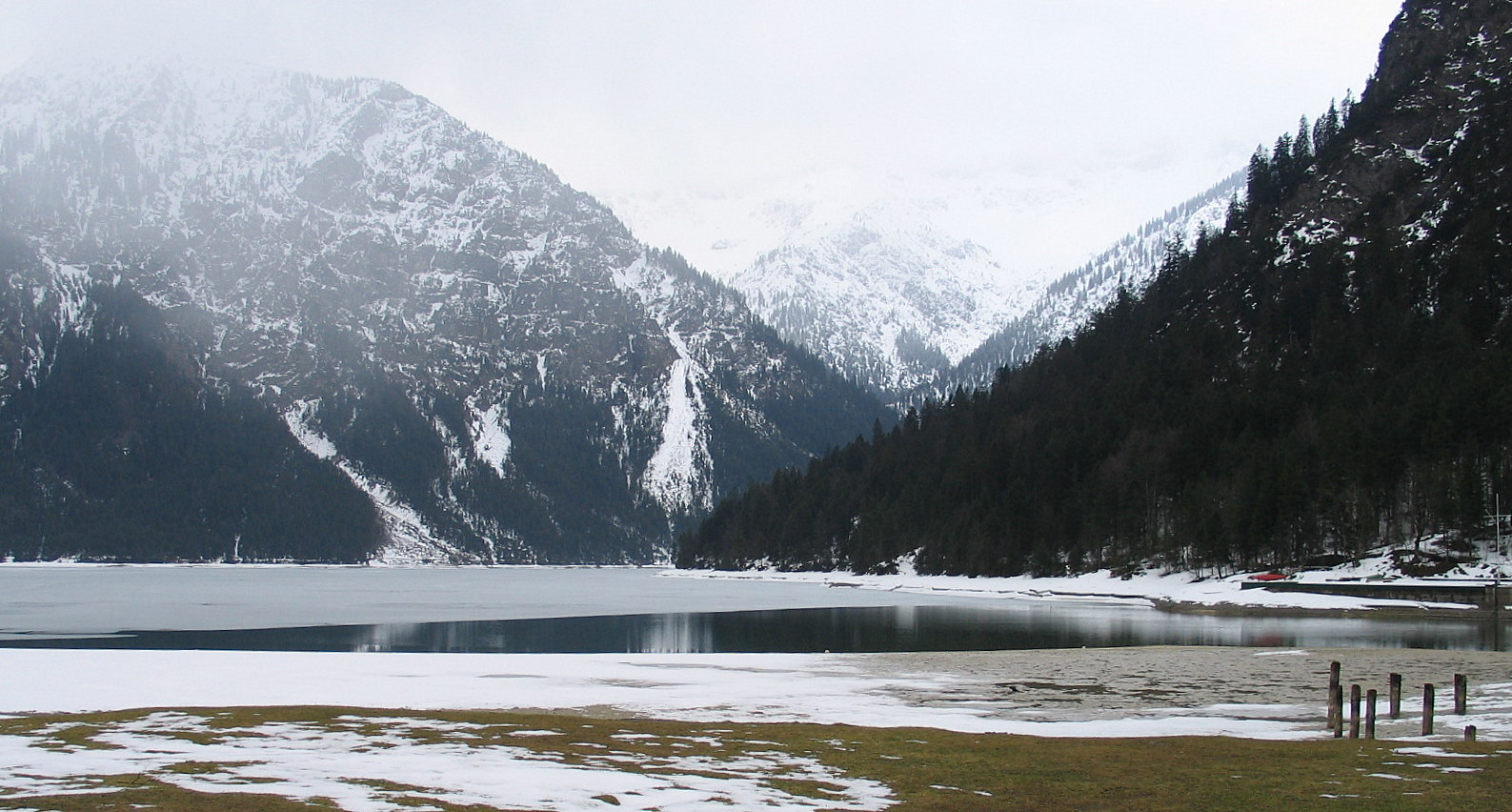
Een halfdichtgevroren Plansee

De Plansee is een meer in de Oostenrijkse deelstaat Tirol. Het meer ligt ten oosten van Reutte, dicht bij de gemeenten Breitenwang en Heiterwang in het district Reutte.
Het meer, gelegen op een hoogte van 976 meter, heeft een oppervlakte van 2,87 km², bij een maximale lengte van zes kilometer en een maximale breedte van een kilometer, en is daarmee het grootste meer in de Außerfern. Op het diepste punt is het meer 78 meter diep. Het ligt hemelsbreed ongeveer zeven kilometer ten zuidwesten van de Ammersattel. Het ontvangt water via twee riviertjes en de waterafvloed van het meer gaat via de Archbach naar de Lech.
De Plansee is via een kanaal verbonden met de Heiterwanger See. Beide meren hebben een belangrijke functie bij de opwekking van elektriciteit. Op de Plansee en de Heiterwanger See bestaat de hoogstgelegen commerciële scheepvaart van Oostenrijk, omdat er van eind mei tot in de herfst rondvaarten worden aangeboden.
Langs de noordoever loopt de over de Ammersattel lopende weg tussen Reutte en het Duitse Ettal.